# Server Jung

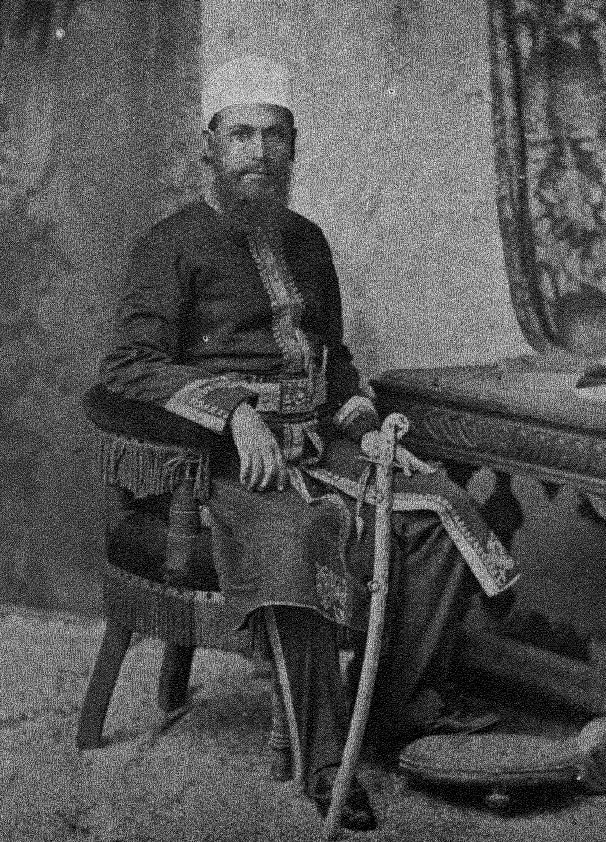
Server Jung

Nawab Agha Mirza Beg Khan, Server Jung Bahadur (* 1848 in Delhi), war in der zweiten Hälfte des 19. Jahrhunderts im indischen Fürstenstaat Hyderabad Lehrmeister des zukünftigen Diwan Salar Jung II. und des Nizam Asaf Jah VI. Er hatte großen Einfluss auf die Weltsicht des künftigen Herrschers. Im Hintergrund wirkte er auch auf politischer Ebene.

## Leben
Server Jung stammte aus dem schiitischen Berlass-Klan. Dieser war mit der Kaiserfamilie verwandt und hatte in Delhi Hofämter bei den Moguln inne. Sein Vater starb, als er noch ein Kind war. Großgezogen wurden er und seine Brüder von einem verwitweten Onkel Mirza Abbas Beg Khan. Dieser hinterließ seinen Mündeln seine Grundherrschaften (jagir). Der Onkel hatte in den Sikh-Kriegen in den Diensten von  Sir Henry Lawrence gestanden, der ihn bei seiner Versetzung mit nach Lucknow nahm. In Anerkennung seiner Verdienste bei der Unterdrückung des Sepoy-Aufstands machte ihn der Vizekönig Lord Canning zum talukdar in Oudh (Gehalt 600 Rupien). Der konfiszierte Kleinstaat Badaygaon (Distrikt Sitapur) wurde auf Dauer verliehen und blieb im Familienbesitz.
Server Jung ging zunächst zur Schule in Sitapur, besuchte dann die mit dem Canning College verbundene Talukdar School von Lucknow. Er studierte dort auch, u. a. bei Sayyed Husain Ali Bilgrami. Auf Empfehlung von Gen. L. Barrow, der während des Aufstandes die Truppen in Hyderabad kommandiert hatte, an Salar Jung I. gelangte er 1872 nach Hyderabad. Er heiratete, am 28. Juli 1876 in Delhi, seine Kusine Nawab Secunder Zamani Begum (= Nawab Makhole Begum, * September 1857).
Er wurde als Privatlehrer mit der Ausbildung der 10- und 11-Jährigen Knaben Salar Jung II. und Munir ul-Mulk und einiger anderer adliger Söhne betraut. Die Ausbildung des unter Regentschaft stehenden, damals 8-Jährigen, Asaf Jah VI. unterstand John (1875–1876) und Claude Clerk (1876–1881), beide Captains in der indischen Armee. Sie hielten es für angemessen, für dessen klassisch persisch-arabische Ausbildung einen einheimischen Lehrer hinzuzuziehen. In dieser Aufgabe wurde Server Jung nach 1879 von Sayyed Husain Ali Bilgrami („Imud ul-Mulk“) unterstützt. Im Hintergrund nahm er über den Diwan Einfluss auf die Personalpolitik innerhalb des Hofes. Sein Gegenspieler um 1880 war dabei der Amir-i-Kabir.
Bei der Einsetzung des 18-Jährigen Nizam als Herrscher am 5. Februar 1884 erhielt Server Jung eine monatliche Pension von 700 Hyderabad-Rupien zugesprochen, es folgten die die Titel „ul-Mulk“ und „Daula“. In den nächsten Jahren wirkte der Vertraute und Privatsekretär des Herrschers als Meister der Hofintrige im Hintergrund.
An der Ausarbeitung des Qanoon-cha-Mubarak, verkündet am 20. Februar 1893, war er wesentlich mit beteiligt. Dieses Dokument war eine erste Abwendung von der absolutistischen Regierungsform, wodurch dem Diwan (Titel: Madar-ul-Moham) einige stellvertretende Minister (Moin-ul-Maham) beigegeben und ein Legislative Council, mit zunächst sechs ernannten Mitgliedern, geschaffen wurde.
Server Jung erhielt am 14. November 1892 ein Paket mit Bestechungsgeld, damit er den Nizam gegenüber dem Diwan Asam Jah gnädig stimme. Überbracht wurde die Summe von Nawab Mehdi Ali Khan (Moshin ul-Mulk). Sowohl der Nizam als auch der Resident wussten, dass das Geld geflossen war, ignorierten diese Tatsache jedoch. Erst nachdem Nawab Medhi Hassan einen Beschwerdebrief an den Residenten geschrieben hatte und die Bangalore Evening Mail darüber schrieb, wurde der Sache nachgegangen. Der Diwan behauptete nun, es habe sich lediglich um ein Geschenk an Server Jung gehandelt. Außer dass der Überbringer des Landes verwiesen wurde, passierte nichts. 
Am 30. März 1893 stellte der Abgeordnete Seymour Keay unangenehme Fragen im Parlament in London. Der geschäftsführende Resident Kenneth McKenzie schrieb im Oktober 1894 an den Außenminister des Government of India, dass der Sekretär, der bei seiner ersten Ernennung zum Lehrer nicht einmal die nötigen 5 Rupien Geschenk besaß, 29 seiner Verwandten im Staatsdienst untergebracht hatte. Von diesen bezogen 19 zusammen 11575 Hayderabad-Rupien Gehalt, die Bezüge der Anderen waren nicht bekannt. Letztendlich führte die Affäre dazu, dass der angeschlagene Asam Jah von Viqar ul-Umara als Diwan abgelöst wurde.
Nachdem er 1896 einen weiteren Machtkampf mit dem Residenten Trevor John Chichele-Plowden verloren hatte, wurde er „für sechs Monate beurlaubt.“ Bereits am nächsten Tag verließ er, seine Familie zurücklassend, Hyderabad. Er versuchte jedoch immer wieder, von außen Einfluss zu nehmen. Seinen Alterssitz nahm er in Shimla.